# 维多利亚·卡斯皮
维多利亚·卡斯皮（英語：Victoria Kaspi，1967年6月30日—），女，加拿大天体物理学家，麦吉尔大学教授，皇家学会会士，邵逸夫奖获得者。